# Daria Ajmerova
Daria Ajmerova –en ruso, Дарья Ахмерова– (14 de abril de 1999) es una deportista rusa que compite en halterofilia. Ganó una medalla de oro en el Campeonato Europeo de Halterofilia de 2021, en la categoría de 87 kg.

## Palmarés internacional
| Campeonato Europeo | Campeonato Europeo | Campeonato Europeo | Campeonato Europeo |
| Año                | Lugar              | Medalla            | Categoría          |
| ------------------ | ------------------ | ------------------ | ------------------ |
| 2021               | Moscú (Rusia)      | Medalla de oro     | 87 kg              |